# Узруй
Узруй (укр. Узруй) — село в Новгород-Северском районе Черниговской области Украины. Занимает площадь 0,26 км². Расположено на реке Смячка.
Почтовый индекс: 16033. Телефонный код: +380 4658.

## Население
Население на 2001 год — 93 человека.

### Языковой состав
Родной язык населения по данным переписи 2001 года:
| Язык       | Численность, чел. | Доля     |
| ---------- | ----------------- | -------- |
| Украинский | 85                | 91,40 %  |
| Русский    | 8                 | 8,60 %   |
| Итого      | 93                | 100,00 % |

## Власть
Орган местного самоуправления — Шептаковский сельский совет. Почтовый адрес: 16033, Черниговская обл., Новгород-Северский р-н, с. Шептаки, ул. Александра Довженко, 6.